# Scotts Hill
Scotts Hill és una població dels Estats Units a l'estat de Tennessee. Segons el cens del 2000 tenia 894 habitants.

## Demografia
Segons el cens del 2000, Scotts Hill tenia 894 habitants, 376 habitatges, i 268 famílies. La densitat de població era de 138,1 habitants/km².
Dels 376 habitatges en un 31,6% hi vivien nens de menys de 18 anys, en un 56,1% hi vivien parelles casades, en un 11,2% dones solteres, i en un 28,7% no eren unitats familiars. En el 27,1% dels habitatges hi vivien persones soles el 16,8% de les quals corresponia a persones de 65 anys o més que vivien soles. El nombre mitjà de persones vivint en cada habitatge era de 2,36 i el nombre mitjà de persones que vivien en cada família era de 2,81.
Per edats la població es repartia de la següent manera: un 24,6% tenia menys de 18 anys, un 6,9% entre 18 i 24, un 26% entre 25 i 44, un 25,2% de 45 a 60 i un 17,3% 65 anys o més.
L'edat mediana era de 39 anys. Per cada 100 dones de 18 o més anys hi havia 88,8 homes.
La renda mediana per habitatge era de 28.750 $ i la renda mediana per família de 36.125 $. Els homes tenien una renda mediana de 25.625 $ mentre que les dones 21.111 $. La renda per capita de la població era de 19.141 $. Entorn del 13,1% de les famílies i el 18,2% de la població estaven per davall del llindar de pobresa.

## Poblacions més properes
El següent diagrama mostra les poblacions més properes.